# Гамс (Санкт-Галлен)
Гамс (нем. Gams SG) — коммуна в Швейцарии, в кантоне Санкт-Галлен.
Входит в состав округа Верденберг. Население составляет 3017 человек (на 28 февраля 2007 года). Официальный код — 3272.

## Местоположение
Гамс расположен на склонах горного массива Альпштайн, в долине Рейна. Основная часть поселения находится на высоте 478 метров над уровнем моря. Самая высокая точка местности, принадлежащей коммуне, — вершина скального массива Мучен, 2121 метр над уровнем моря. Общая площадь коммуны 22.26 кв. км. В неё входят поля и луга рейнской долины, леса и поля на склонах гор, а также альпийские пастбища и горные вершины.

## Население
| Изменение численности населения | Изменение численности населения |
| Год                             | Население                       |
| ------------------------------- | ------------------------------- |
| 1850                            | 1783                            |
| 1900                            | 2156                            |
| 1950                            | 2025                            |
| 1980                            | 2246                            |
| 2000                            | 2867                            |
| 2010                            | 3104                            |

## История
Первые следы поселения человека были обнаружены в районе Мартинсакер. При раскопках были обнаружены бронзовые клинки, которые датируются приблизительно 2000 году до н. э.
Первое упоминание Гамса встречается в дарственной грамоте 835 года н. э. В то время Гамс называли Campesias. В этой грамоте Беренгар и его супруга Имма завещали свои владения монастырю Санкт-Галлен.
В 10 веке Гамс принадлежал Айнзидельну, затем аббатству Дизентис. Впоследствии деревня входит во владение баронов из Хоенсакса. В 14 веке владения Хоенсаксов переходят к Габсбургам. Затем Гамсом владеет дворянский род фон Бонштеттен из Цюриха.
В 1446 году, во время Старой Цюрихской войны, в Гамсе состоялось кровопролитное сражение, в котором австрийские войска нанесли поражение объединённому войску Аппенцелля и Тоггенбурга. В 1497 году жители Гамса выкупают свои права и попадают под власть конфедеративных земель Гларус и Швиц. Гамс включается в состав округа Гастер.

## Достопримечательности
Достопримечательности Гамса — Старая мельница, приходская церковь Св. Михаила, капелла Газенцен, а также замок Хоенсакс, находящийся на территории соседней коммуны Зеннвальд.

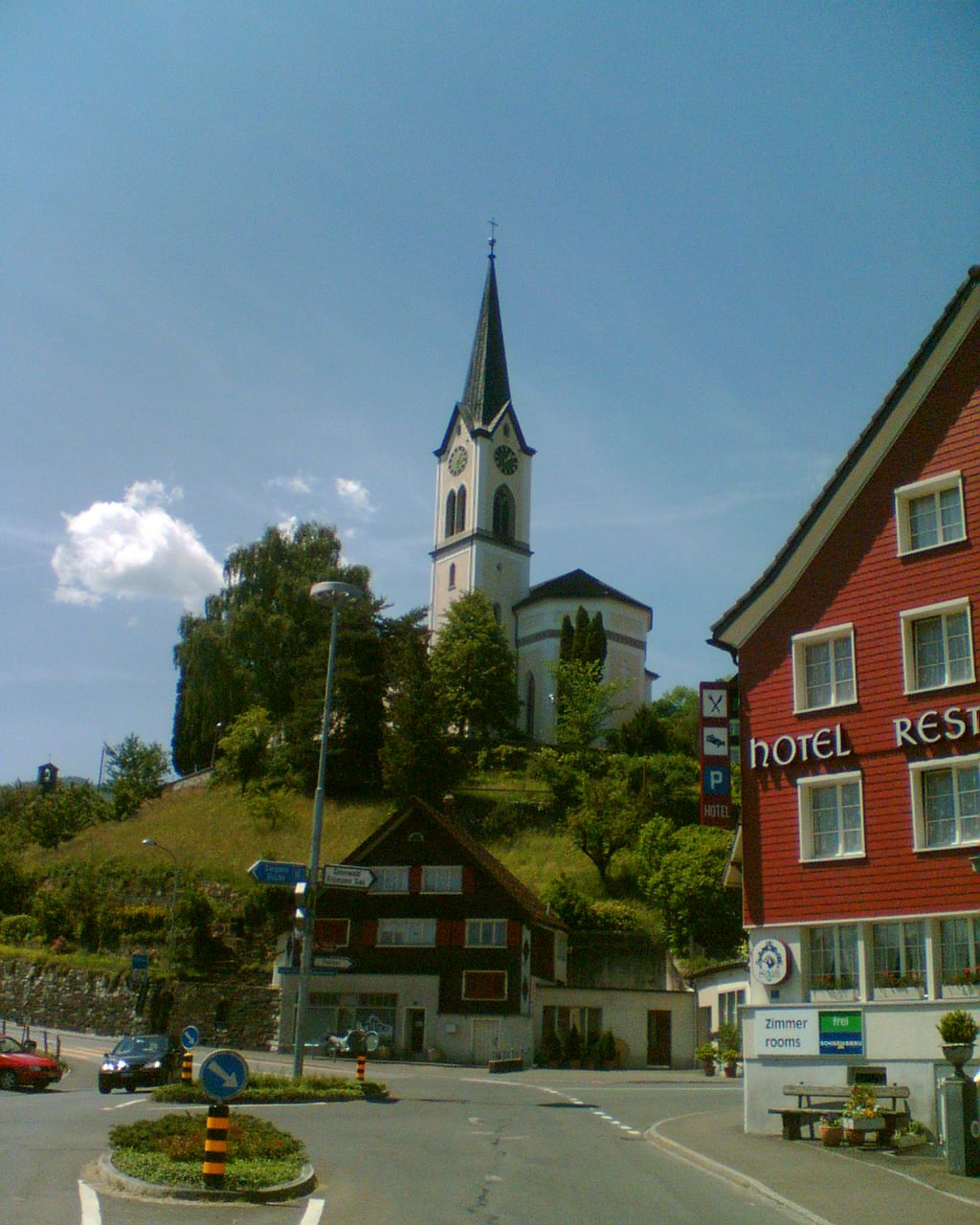
Католическая церковь св. Михаила
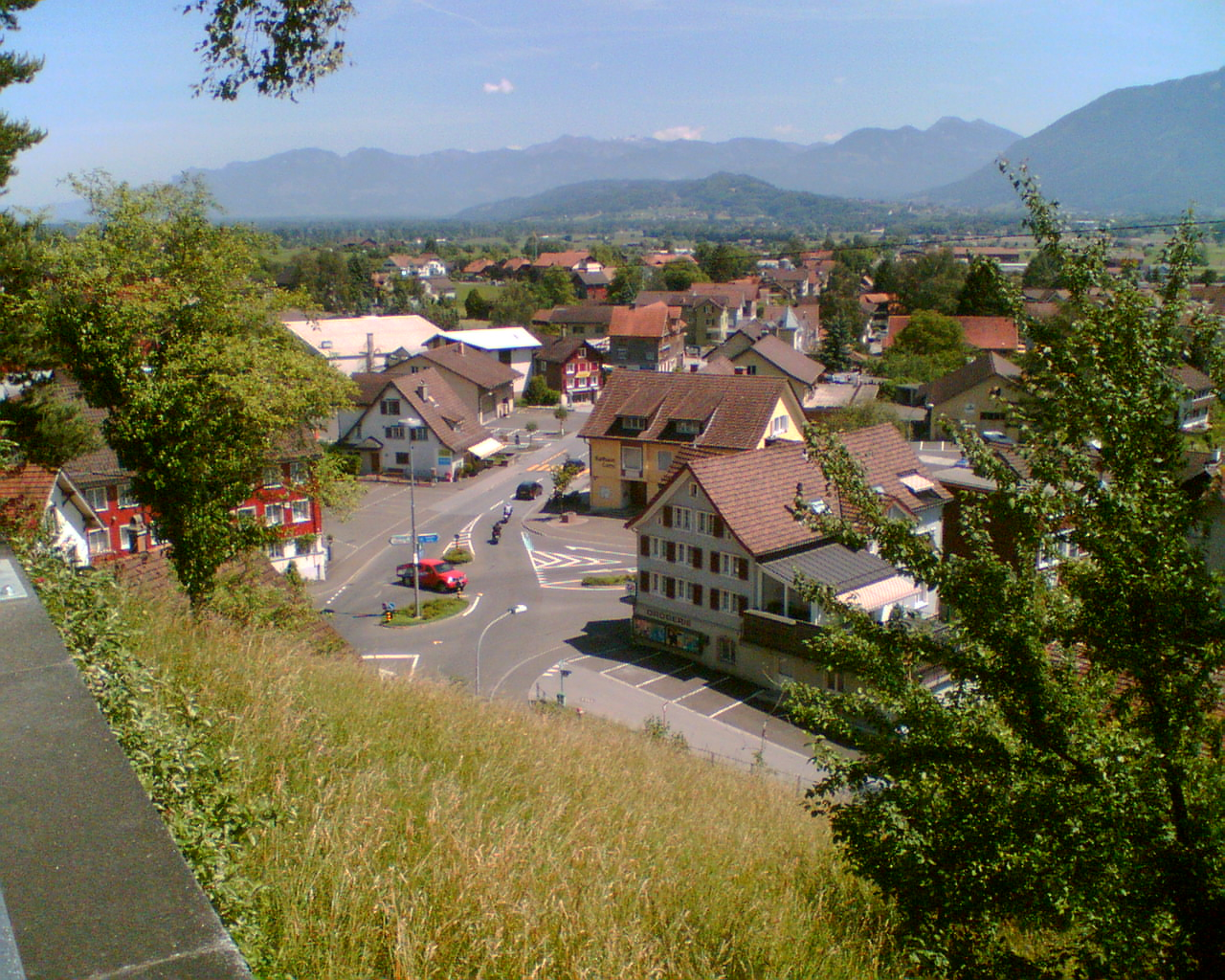
Вид на центр деревни со склонов Михайловой горы
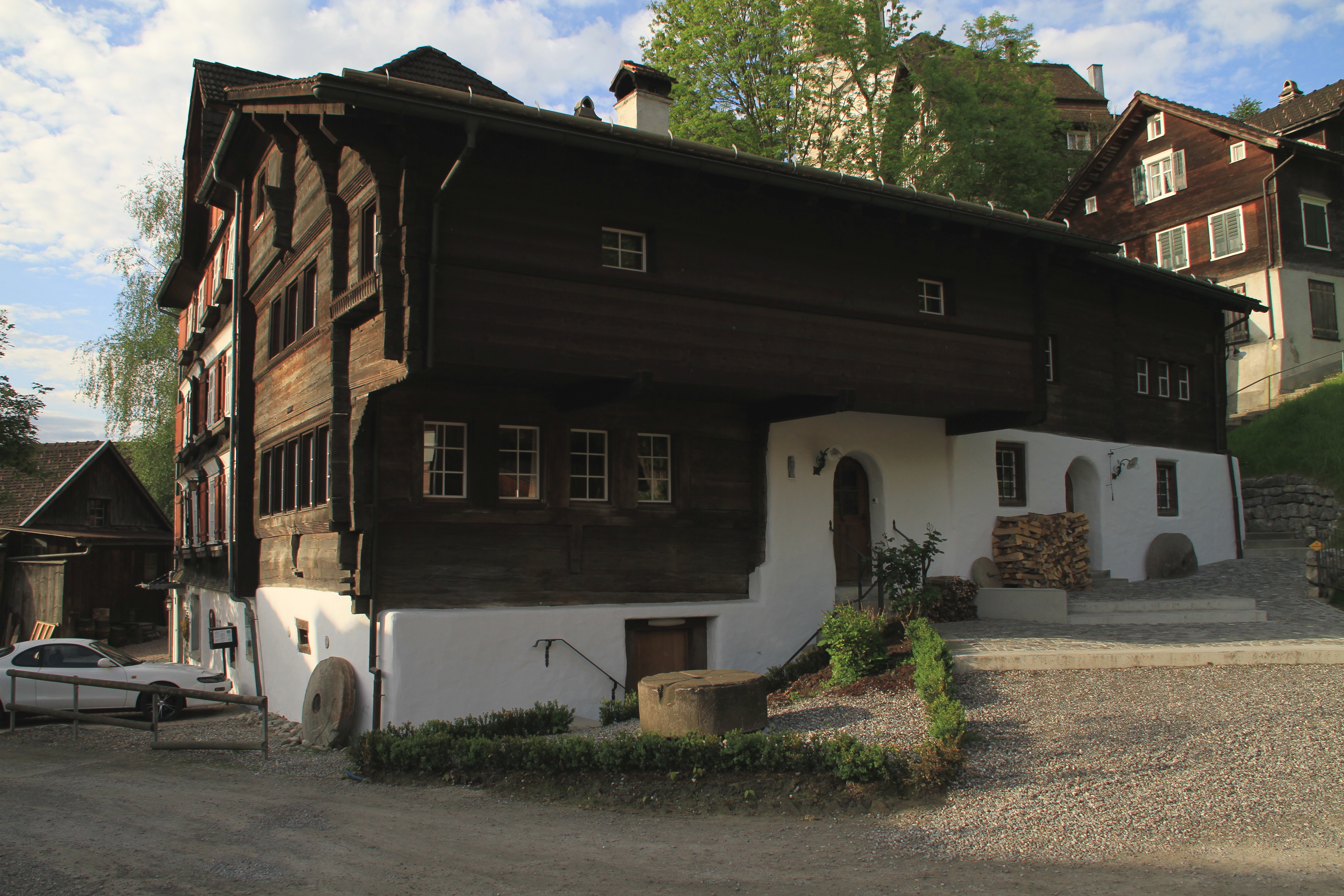
Старая мельница